# Tatort: Vergissmeinnicht
Vergissmeinnicht ist ein Fernsehfilm aus der Krimireihe Tatort der vom Norddeutschen Rundfunk (NDR) produziert und am 28. März 2010 im Programm Das Erste zum ersten Mal gesendet worden. Es handelt sich um die 760. Tatort-Folge und den dritten Fall des Hauptkommissars Cenk Batu (Mehmet Kurtuluş).
Batu ermittelt als Pressereferent getarnt in einem ziemlich raffinierten und verzwickten Fall von Industriespionage, bei dem der Hauptverdächtige zu Tode kommt. Zu klären ist, ob es Mord oder Suizid war. Batu verliebt sich ernsthaft, fällt dabei aber auf eine Spionin herein.

## Handlung
Hauptkommissar Batu führt dieser Undercovereinsatz, der Fall Vergissmeinnicht, zu Aircraft Performance and Technologies (APAT). Die Hamburger Firma entwickelt elektronisch gesteuerte Triebwerke für die Luftfahrt. Dort arbeitet Batu bereits seit 8 Wochen getarnt als Sinan Afra und versucht, die undichte Stelle zu finden, durch die regelmäßig geheime Konstruktionspläne ins Ausland verschwinden. Als er gerade dabei ist, einen Trojaner im Computersystem zu installieren, der ihm Zugriff auf die infizierten Computer ermöglicht, meldet das System plötzlich einen Virus und Batu bricht die Installation ab, um nicht entdeckt zu werden. Als er mit seinem Kontaktmann Uwe Kohnau darüber spricht, meint dieser, dass dann schon ein Trojaner-Programm vorhanden sein muss.
Dem APAT-Chef, Holger Lichtenhagen, gefällt Batus Zielstrebigkeit und er ernennt ihn zu seinem persönlichen Referenten. Doch bevor er sich mit ihm zum Abendessen treffen kann, wird er mit einem Kopfschuss auf einer Bank im Hafen aufgefunden. Damit ist Batus Beförderung hinfällig und der neue kommissarische Leiter macht ihm klar, dass er ihn nicht mag und er ihm sogar eine Abfindung zahlen würde, wenn er freiwillig ginge. Lichtenhagens Laptop wird vom LKA beschlagnahmt. Dort stellt man fest, dass sein Computer schon seit längerem durch den fremden Trojaner auskundschaftet wird und der „Spion“ schon länger über Firmengeheimnisse verfügen dürfte. Batu erscheint es merkwürdig, dass kurz bevor sich Lichtenhagen mit ihm treffen will, er sich selber umgebracht haben soll. Außerdem gibt es keinen Abschiedsbrief. In Lichtenhagens persönlichen Sachen, die Batu zu seiner Familie bringen soll, findet er Notizen, die er sich über seine Angestellten gemacht hat. Möglicherweise ahnte er, dass er einen Spion in der Firma hatte. Alma Lichtenhagen bezweifelt, dass ihr Vater Suizid begangen hat. Sie meint, er war den Leuten im Aufsichtsrat zu unbequem und hat die falschen Fragen gestellt.
Nathalie Bertram, eine Mitarbeiterin bei APAT, wird dabei ertappt, als sie geheime Unterlagen in ihrer Tasche aus der Firma schleust. Sie leugnet und meint, jemand hat ihr das untergeschoben. Das LKA weiß jedoch, dass sie vom einschlägig bekannten Anwalt Niemeier regelmäßig Geld bekommen hat. Damit wäre nun Batus Auftrag erledigt und er soll sich wieder aus der Firma zurückziehen. Er hat jedoch eine Art Abschiedsbrief von Lichtenhagen gefunden, in dem dieser schreibt, dass seine Gegner ihn jetzt umgebracht und seine Firmenergebnisse ins Ausland verkauft haben. Die Beweise dafür hätte er in einer Datei namens Pandora auf dem Zentralrechner der Firma gespeichert. Alma Lichtenhagen gibt inzwischen bei der Polizei ein handgeschriebenes Geständnis ihres Vaters ab, worin er zugibt, Firmengeheimnisse verraten zu haben. Sie hätte es gerade gefunden, somit sieht es nun doch nach Suizid aus. Batu will dennoch weiter recherchieren, was Uwe Kohnau aber ablehnt, da dafür die Mordkommission zuständig sei. So wird er unwiderruflich aus der Firma abgezogen. Am Abend trifft sich Batu mit Mia Andergast, die er auf Lichtenhagens Beerdigung kennengelernt hatte und die ihm dort gesagt hatte, dass Lichtenhagen ihr Vater wäre. Beide verstehen sich gut und verbringen die Nacht miteinander. Uwe Kohnau vermutet jedoch, dass Batus neue Freundin nicht ganz ehrlich ist.
Batu versteckt sich bei APAT, bis abends niemand mehr da ist. Er verschafft sich Zugang zum Zentralrechner, um sich die Pandora-Datei zu besorgen, wird dabei jedoch beobachtet. Als er zurück zu Mia ins Hotel kommt, hat jemand sie als Geisel genommen und fordert von ihm die Datei, die er sich gerade kopiert hat. Batu kann ihn aber überwältigen und mit Mia fliehen. Er spricht mit Uwe, welcher sagt, dass es nach dem Abschiedsbrief so aussieht, als ob tatsächlich Lichtenhagen selbst die Forschungsunterlagen weiterverkauft hat. Bei der Obduktion hat sich zudem herausgestellt, dass er schon seit mindestens einem Jahr Alzheimer hatte, darum hat er sich die vielen Notizen gemacht. Bei seinen Arztunterlagen befand sich auch ein DNA-Test auf eine Vaterschaftsuntersuchung, die allerdings negativ war. Damit war klar, dass Mia für den schwedischen Geheimdienst arbeitet und nur noch die Pandora-Datei braucht, die die letzten geheimen Entwicklungsergebnisse enthält. Um da heranzukommen, wurde Batu der fingierte Brief von Lichtenhagen zugespielt, auf den er hereingefallen war.
Der Pandora-Ordner, den sich Batu heimlich kopiert hat, war leer, doch er hat eine Spur, dass sich die gesuchte Datei auf Lichtenhagens Yacht befindet, die gerade in der Werft liegt. Mia ruft ihn an und er fährt mit ihr zur Werft, obwohl er weiß, dass sie eine Spionin ist. Dort warten bereits die LKA- und BND-Leute. Batu und Mia sehen sich auf der Yacht um und finden eine Mappe. Leon, Mias Partner, erscheint und schießt auf Batu. Der BND hatte die Mappe aber ausgetauscht und den Schweden damit 10 Jahre alte Unterlagen zugespielt. Batu macht Uwe Vorwürfe, dass er genau wusste, dass der BND seine Finger im Spiel hat. Er nimmt seine Reisetasche und fliegt in die Türkei zu seinem Vater.

## Hintergrund
Mit dem Arbeitstitel Seitenwechsel wurde diese Episode in Hamburg gedreht. Mehmet Kurtulus spielt hier an der Seite seiner damaligen echten Freundin Désirée Nosbusch.

## Rezeption

### Einschaltquoten
Die Erstausstrahlung von Vergissmeinnicht am 28. März 2010 erreichte für Das Erste einen Marktanteil von 20,60 Prozent und wurde in Deutschland von 7,63 Millionen Zuschauern gesehen.

### Kritiken
„Nicht von ungefähr umgibt den Film eine Aura voller Leichtigkeit und Unbeschwertheit, bevor die Handlung ins Geheimnisvolle, zum Teil Bedrohliche abfällt. Mal schreitet die Geschichte in schnellen Schritten fort, mal plätschert sie vor sich hin. Spannend bleibt es trotzdem bis zum Schluss.“

„Der NDR geht weiterhin mit seinem neuen Hamburg-„Tatort“ ungewohnte Wege. Ein Undercover-Kommissar arbeitet anders als ein Vor-Ort-Ermittler oder Verhörspezialist.
Man muss sich einlassen wollen auf diesen Stil, ihn nicht vorschnell als formalistisch, kalt oder überästhetisiert abtun. „Vergissmeinnicht“ wärmt nicht von innen.“

„Die fiese Geschichte der Autoren Christoph Darnstädt („Das Experiment“) und Tim Krause ist passend kühl bebildert. Krasse Geschichte in Eiswürfeloptik.“

„Industriespionage, Hochverrat und illegaler Datentransfer: Der Hamburger "Tatort" ist ein komplex gestrickter Thriller garniert mit Gefühl: Mehmet Kurtulus wird in seiner Rolle als verdeckter Ermittler von seiner echten Freundin Désirée Nosbusch das Herz gebrochen.“